# 小行星4372
小行星4372（英語：4372 Quincy）是一颗围绕太阳公转的小行星。1984年10月3日，橡树岭天文台在哈佛大学天文台发现了此天体。
这颗小行星的绝对星等为14.33489446721558等。